# Barry Jackson (atleta)
Barry Jackson   (Birmingham, 22 d'agost de 1941) és un atleta anglès, ja retirat, especialista en curses de velocitat, que va competir durant la dècada de 1960.
En el seu palmarès destaca una medalla de plata en la prova del 4x400 metres del Campionat d'Europa d'atletisme de 1962 formant equip amb Kenneth Wilcock, Adrian Metcalfe i Robbie Brightwell. Aquell mateix any, representant Anglaterra, va guanyar una medalla de plata en els 4x440 iardes als Jocs de la Commonwealth que es van disputar a Perth. Va formar part de l'equip que millorà el rècord nacional dels 4x400 metres.
El 1960 va prendre part en els Jocs Olímpics d'Estiu de Roma, on fou cinquè en la prova del 4x400 metres del programa d'atletisme.

## Millors marques
- 400 metres. 46.5" (1962)[5]